# 晋州マンション放火殺人事件
晋州マンション放火殺人事件（チンジュマンションほうかさつじんじけん）は、2019年4月17日午前4時25分頃、アン・インドゥクが慶尚南道晋州にある自分が住んでいたマンションに火をつけた後、避難しようとする他の住民を凶器で襲って5人を殺害した事件である。 

## 裁判
2019年7月5日、検察は犯人のアン・インドゥクを起訴した。
2019年11月27日午後5時50分、慶南昌原地方裁判所で犯人のアン・インドゥクに死刑が宣告された。